# Paulheinz Ahlert
Paulheinz Emil Ahlert (auch Paul-Heinz Emil Ahlert, * 22. Januar 1914 in Bielefeld; † offiziell 31. Dezember 1945) war ein deutscher Klassischer Philologe.

## Leben
Paulheinz Ahlert, der Sohn des Vermessungsassistenten Emil Ahlert und der Karoline geb. Fischer, besuchte die Volksschule und von 1924 bis Ostern 1933 das Ratsgymnasium Bielefeld. Im November 1933 trat er der SA bei und war noch 1939 Mitglied. Ein schulisches Gutachten bescheinigte ihm eine "nationale" Gesinnung, die sich auch im Unterricht deutlich zeige. Außerhalb schulischer Veranstaltungen sei eine politische Tätigkeit aber nicht zu erkennen. Nach der Reifeprüfung und einem halben Jahr Arbeitsdienst studierte er ab dem Wintersemester 1933/34 an der Universität Münster Klassische Philologie, Philosophie, Archäologie und Germanistik. Zum Sommersemester 1935 wechselte er an die Berliner Universität, wo er zwei Semester dem philologischen Proseminar und danach zwei Semester dem philologischen Seminar angehörte. Aus dem Seminar ging seine Doktorarbeit hervor, die er ab 1937 unter der Leitung Ludwig Deubners verfasste; Korreferent war Christian Jensen. Am 17. September 1937 beantragte er die Aufnahme in die NSDAP und wurde rückwirkend zum 1. Mai desselben Jahres aufgenommen (Mitgliedsnummer 4.830.412). Nach der mündlichen Prüfung am 9. Februar 1939 bereitete sich Ahlert auf das Lehramtsexamen vor, das er noch im selben Jahr abschloss.
Im September 1939 unterbrach der Zweite Weltkrieg Ahlerts Laufbahn. Er nahm am Krieg als Sanitäter teil und setzte seine wissenschaftliche Ausbildung, so gut es ging, während des Urlaubs fort. Am 5. Dezember 1939 wurde er zum Dr. phil. promoviert. Seine Doktorarbeit erschien in unveränderter Form 1942 und wurde von der Fachwelt gut aufgenommen. Ernst Kalinka schrieb in einer Rezension: „[Es] entschädigt für die Dürftigkeit der sachlichen Ergebnisse die Fülle feinsinniger Interpretationen, die der Dissertation bleibenden Wert verleihen.“
Neben seiner Dissertation unternahm Ahlert auch andere wissenschaftliche Arbeiten. Auf Anfrage von Wilhelm Kroll verfasste er für Paulys Realencyclopädie der classischen Altertumswissenschaft (RE) einen Artikel über den Dichter Phokylides. Im Auftrag der Preußischen Akademie der Wissenschaften ordnete er zusammen mit Rudolf Güngerich den Nachlass des Philologen Hugo Rabe, der eine Edition der rhetorischen Schrift Über den Ausdruck von Demetrios vorbereitet hatte. Die Edition wurde von Ludwig Radermacher abgeschlossen, gelangte jedoch nicht zur Publikation, weil der Satz 1943 bei einem Luftangriff in der Druckerei verbrannte.
Spätestens ab 1943 stand Ahlert im Felde. Während eines Heimaturlaubs in diesem Jahr heiratete er Johanna Charlotte Elisabeth Niederwellend. Gegen Kriegsende ist Ahlert verschollen. Auf Antrag seiner Witwe erklärte das Amtsgericht Bielefeld ihn per Beschluss vom 21. März 1951 als verstorben und legte das Formaldatum 31. Dezember 1945 fest.

## Schriften
- Mädchen und Frauen in Pindars Dichtung. Leipzig 1942 (Philologus. Supplement 34,1; = Dissertation) refubium.fu-berlin.de